# Sticta fragilinata
Sticta fragilinata är en lavart som beskrevs av T. McDonald. Sticta fragilinata ingår i släktet Sticta och familjen Lobariaceae.   Inga underarter finns listade i Catalogue of Life.